# The Resurrection
Albums de Geto Boys
Till Death Do Us Part
(1993) Da Good da Bad & da Ugly
(1998)
Singles
1. The World Is a Ghetto
Sortie : 16 avril 1996

The Resurrection est le cinquième album studio des Geto Boys, sorti le 2 avril 1996.
Il est sorti après les retrouvailles du groupe qui s'était séparé pendant trois ans.
L'album s'est classé 1er au Top R&B/Hip-Hop Albums et 6e au Billboard 200 et a été certifié disque d'or par la Recording Industry Association of America (RIAA) le 4 juin 1996.

## Liste des titres
| No  | Titre                                           | Contient un (des) sample(s) de             | Durée |
| --- | ----------------------------------------------- | ------------------------------------------ | ----- |
| 1.  | Ghetto Prisoner                                 |                                            | 1:25  |
| 2.  | Still                                           | Chuckie des Geto Boys                      | 4:00  |
| 3.  | The World Is a Ghetto (featuring Flaj)          | The World Is a Ghetto de War               | 4:25  |
| 4.  | Open Minded (featuring DMG)                     |                                            | 4:10  |
| 5.  | Killer 4 Scratch                                |                                            | 0:36  |
| 6.  | Hold It Down (featuring Facemob)                |                                            | 5:27  |
| 7.  | Blind Leading the Blind (featuring Menace Clan) |                                            | 5:04  |
| 8.  | First Light of the Day                          |                                            | 5:07  |
| 9.  | Time Taker                                      |                                            | 5:12  |
| 10. | Geto Boys and Girls                             |                                            | 5:59  |
| 11. | Geto Fantasy                                    | Love Don't Live Here Anymore de Rose Royce | 4:30  |
| 12. | I Just Wanna Die                                |                                            | 4:00  |
| 13. | Niggas and Flies                                |                                            | 3:09  |
| 14. | A Visit with Larry Hoover                       |                                            | 1:25  |
| 15. | Point of No Return                              |                                            | 3:06  |